# 俞泰雄
俞泰雄（韓語：유태웅，1972年6月5日—），韓國男演員。

## 影視作品

### 電視劇
- 1998年：KBS《直到杜鵑花盛開》
- 2002年：MBC《黃金馬車》
- 2004年：KBS《不滅的李舜臣》飾演 李英男
- 2004年：MBC《冰點》飾演 趙度淵
- 2006年：KBS《那女人的選擇》飾演 那英圭
- 2006年：SBS《淵蓋蘇文》飾演 薛仁貴
- 2007年：SBS《我是老師》
- 2007年：SBS《討厭也喜歡》飾演 黃俊赫
- 2008年：KBS《明知會後悔仍去做的事》
- 2008年：SBS《菜鳥變鳳凰》
- 2009年：SBS《Style》
- 2009年：KBS《不能結婚的男人》飾演 文碩煥
- 2010年：SBS《濟眾院》飾演 金玉均
- 2010年：SBS《Oh! My Lady 愛你喲》飾演 金炳學
- 2010年：KBS《戰友》
- 2010年：MBC《逆轉女王》
- 2010年：SBS《雅典娜：戰爭女神》
- 2011年：KBS《童顏美女》
- 2012年：JTBC《Love Again》飾演 鄭宰圭
- 2012年：tvN《第三醫院》
- 2012年：SBS Plus/TBS《浪漫滿屋 TAKE 2》飾演 泰易父
- 2013年：KBS《蔘生》飾演 史基振
- 2013年：MBC《龜巖許浚》飾演 金孔靈
- 2014年：KBS《感激時代：鬪神的誕生》飾演 新馬賊
- 2019年：KBS《太陽的季節》飾演 朴在容
- 2019年：SBS《VAGABOND》飾演 黃弼龍 (客串)
- 2021年：tvN《黑道律師文森佐》飾演 金锡宇
- 2021年：KBS《警察課程》飾演 韓政植
- 2022年：tvN《軍檢察官多伯曼》飾演 車浩哲
- 2024年：KBS2《無血無淚》飾演 李旻泰

### 電影
- 1996年：《冰之戀》
- 2000年：《如果》
- 2000年：《性與慾》
- 2005年：《我的B型男友》
- 2006年：《孔畢斗》
- 2006年：《那女人的選擇》
- 2006年：《人生大賽》
- 2010年：《夢想成真》
- 2013年：《夜關門：慾望之花》
- 2014年：《白專家》
- 待定：《照相馆布鲁斯》（사진관블루스）

## 外部連結
- NAVER （页面存档备份，存于）